# Henry Andrews Cotton
Henry Andrews Cotton (ur. 18 maja 1876 w Norfolk, zm. 8 maja 1933) – amerykański lekarz psychiatra, dyrektor New Jersey State Hospital w Trenton (obecnie Trenton Psychiatric Hospital) od 1907 do 1930. Propagował tezę, że choroby psychiczne są rezultatem nieleczonych stanów zapalnych organizmu, i praktykował ich leczenie metodami chirurgicznymi i stomatologicznymi.